# Nick Lima
Pour les articles homonymes, voir Lima  (homonymie).
Nick Lima, né le 17 novembre 1994 à Castro Valley en Californie, est un joueur international américain de soccer. Il joue au poste d'arrière droit avec New England.

## Biographie
Le 21 décembre 2016, Lima signe un contrat Home Grown Player avec la MLS et son club formateur, les Earthquakes de San José.
Le 13 décembre 2020, il rejoint la franchise d'expansion du Austin FC en contrepartie de 500 000 dollars en allocation monétaire.